# Organo della chiesa evangelica di Worfelden

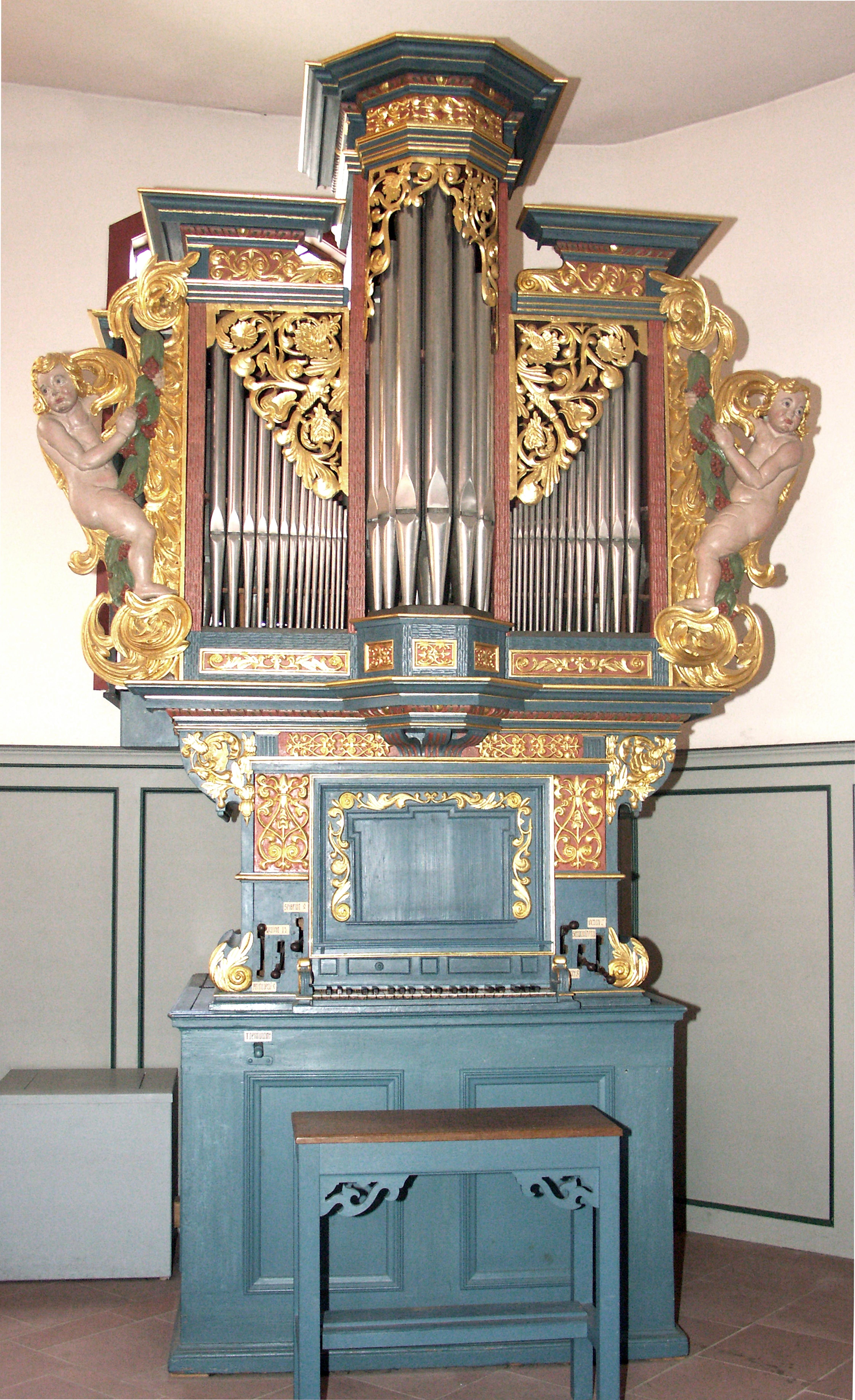
L'organo della chiesa evangelica di Worfelden.

Con organo della chiesa evangelica ci si riferisce a un organo positivo a Worfelden, in Germania.

## Storia
L'organo attualmente presente nella chiesa evangelica di Worfelden venne realizzato da Adam Knauth, fra il 1623 e il 1624, per la chiesa del castello di Darmstadt. Si tratta di un organo positivo da sei registri con canne solo in metallo, dotato di un solo manuale, senza pedaliera. Il prospetto è costituito da un corpo centrale poligonale e da due corpi laterali, il tutto decorato da volute barocche.
Nel 1681 Johann Anton Meyer eseguì alcune riparazioni e ridipinse la cassa, originariamente nera e oro, con i colori azzurro, rosso e oro. Fu probabilmente Meyer ad aggiungere i due angeli che si trovano attualmente ai lati dello strumento. Poiché nella chiesa del castello, nel 1709, venne installato uno strumento più grande, il langravio Ernesto Luigi d'Assia-Darmstadt donò l'organo positivo alla città di Zwingenberg, la cui chiesa era rimasta senza organo a causa della guerra, e lì rimase fino al 1831.
Nel 1831 lo strumento fu acquistato dalla parrocchia di Worfelden. Heinrich Bechstein, nel 1903, intervenne sull'organo, sostituendo alcuni registri. La Förster & Nicolaus Orgelbau, nel 1930, eseguì un restauro e montò un mantice elettrico. Un altro intervento, questa volta di pittura, venne eseguito nel 1956.
Jürgen Ahrend, nel 1983, fece un restauro filologico completo, ricostruendo i mantici originari e ripristinando il tremolo e la sesquialtera, che era stata eliminata da Bechstein nel 1903, mantenendo però il nome di mistura.

## Caratteristiche tecniche
Attualmente l'organo è dotato di trasmissione interamente meccanica, le canne sono 329, l'aria è fornita da due mantici a cuneo azionabili manualmente, il corista del La corrisponde a 479 Hz e il temperamento è il mesotonico a un quarto di comma. La disposizione fonica è la seguente:
| Manuale               |        |
| Principal             | 4'     |
| Gedackt               | 8'     |
| Spitzflöte            | 4'     |
| Octave                | 2'     |
| Quinte                | 1' 1/3 |
| Mixtur (sesquialtera) | II     |

| Accessori |
| Tremulant |

## Galleria d'immagini

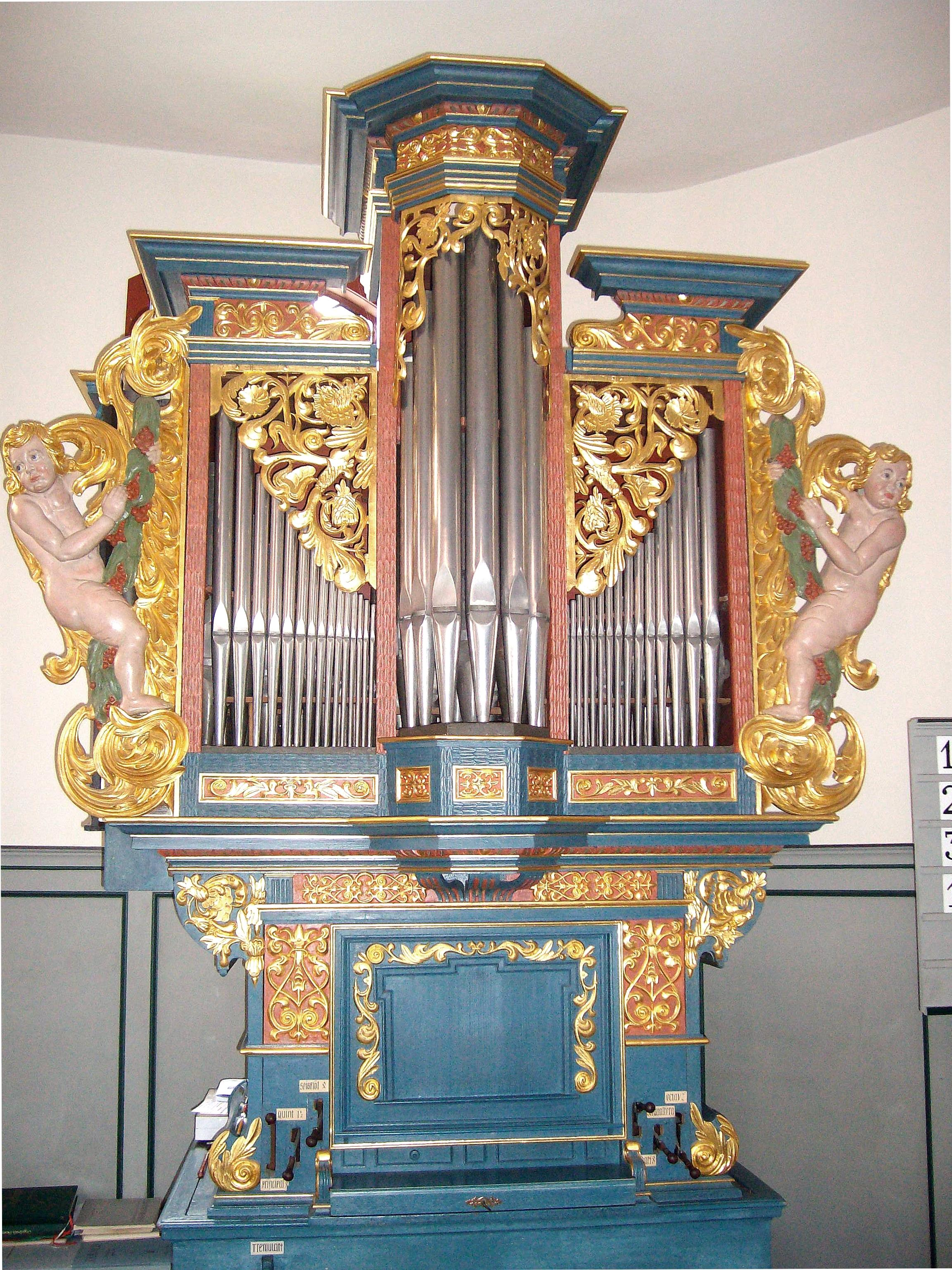
La facciata.
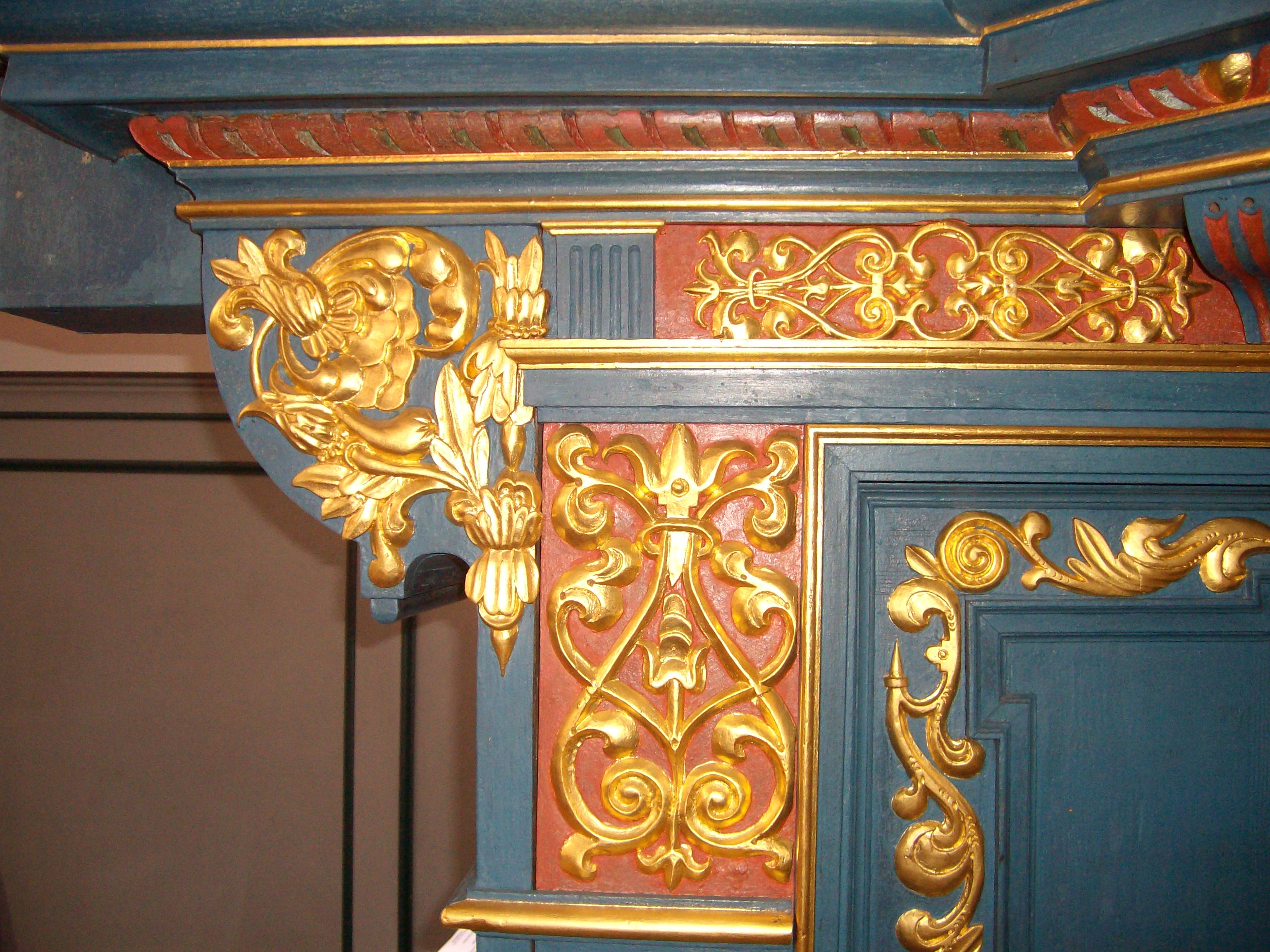
Particolare della cassa.
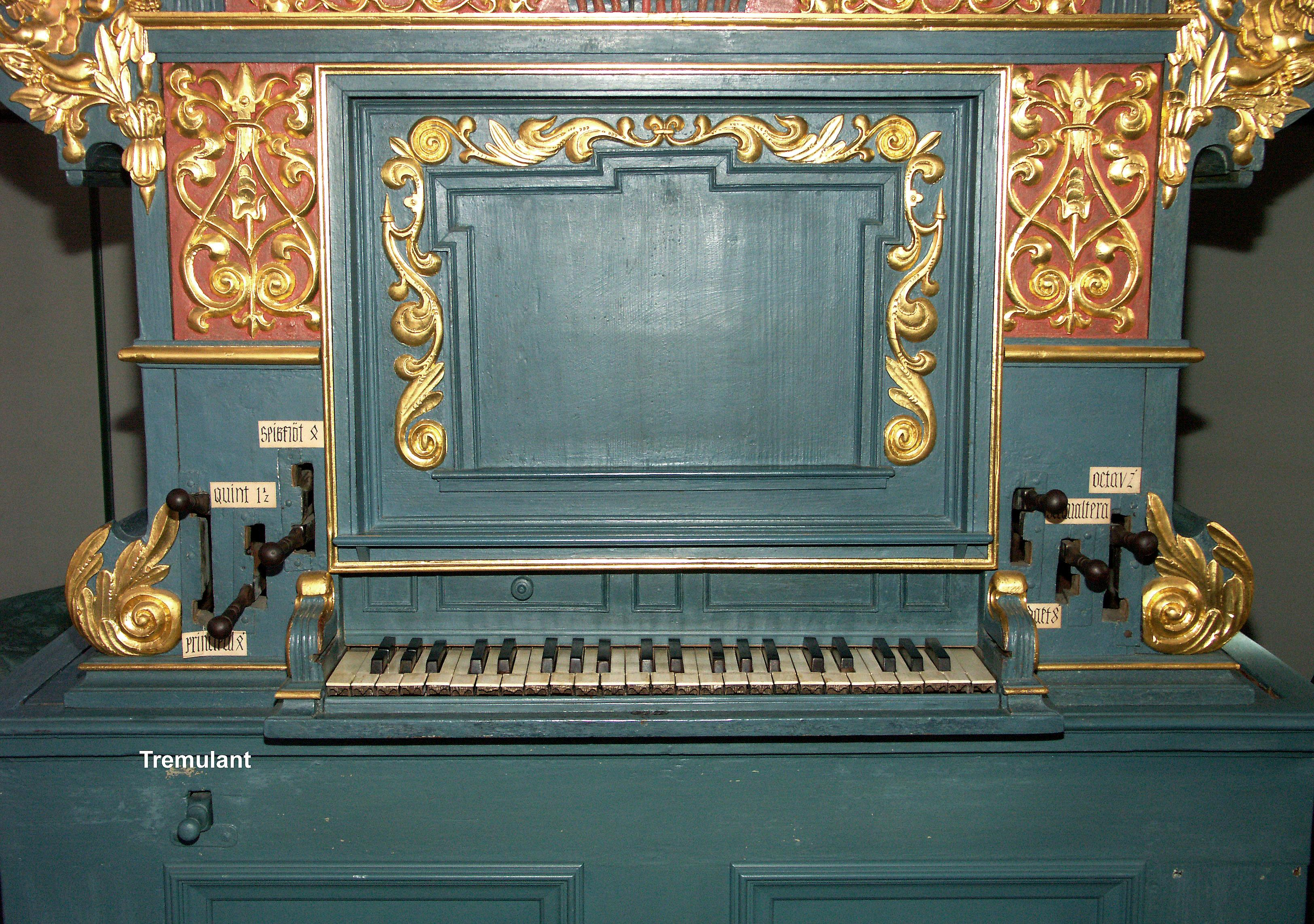
La consolle.
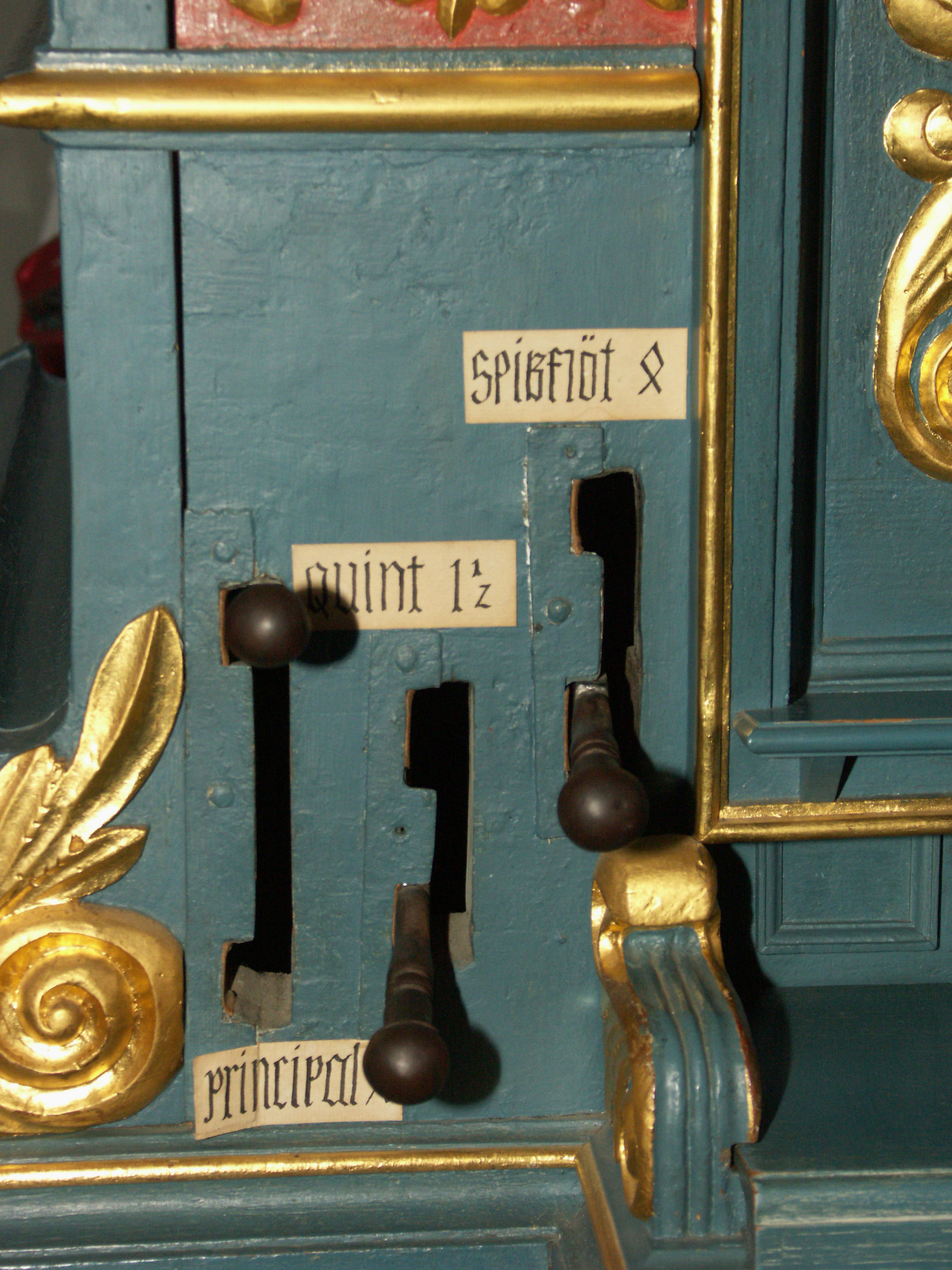
Particolare dei registri.
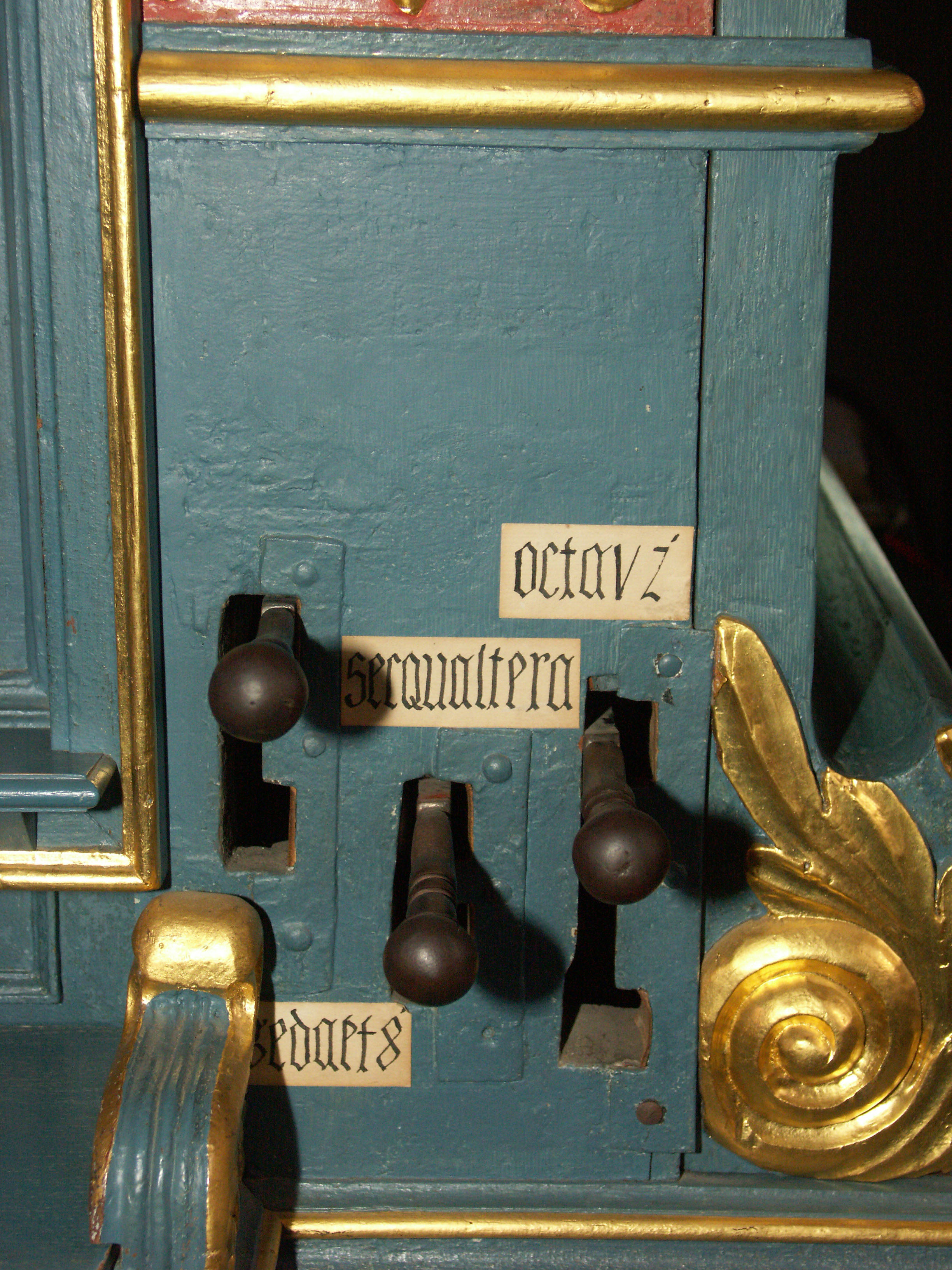
Particolare dei registri.
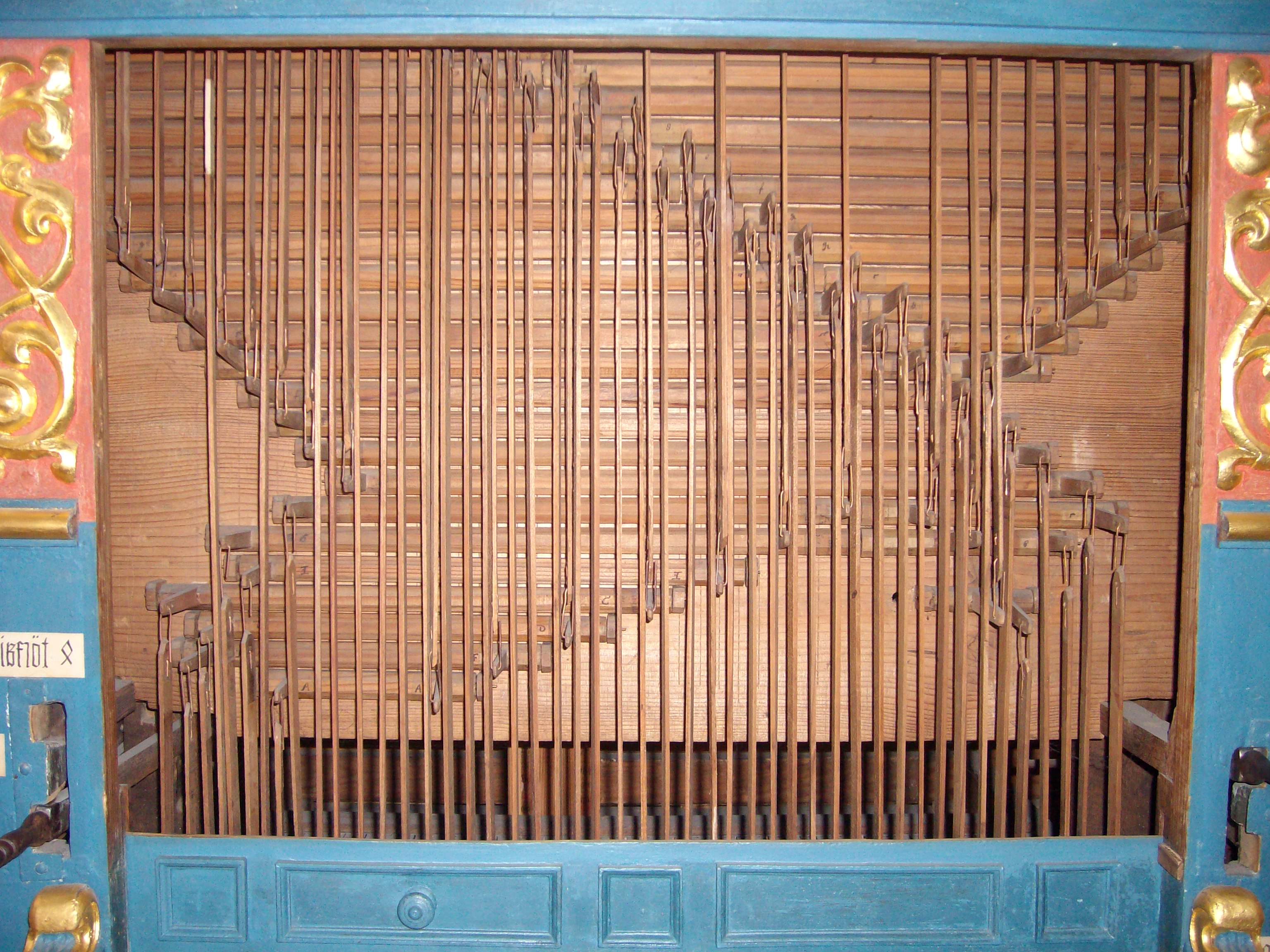
Particolare della catenacciatura.